# Elizaveta Golovanova
Elizaveta Igorevna Golovanova (in russo Елизаве́та И́горевна Голова́нова?; Smolensk, 2 aprile 1993) è una modella russa, eletta Miss Russia 2012 il 3 marzo 2012 presso il Barvikha Luxury Village Mosca, dove la modella è stata incoronata dalla reginetta uscente Natal'ja Gantimurova.
La Golavanova ha vinto un premio in denaro pari a 100.000 dollari e la possibilità di rappresentare la Russia sia a Miss Universo 2012 che a Miss Mondo 2012. Al momento dell'incoronazione la modella era una studentessa di giurisprudenza presso l'università di Mosca.